# Liste der Bodendenkmäler in Riedering
Auf dieser Seite sind die Bodendenkmäler in der oberbayerischen Gemeinde Riedering zusammengestellt. Diese Tabelle ist eine Teilliste der Liste der Bodendenkmäler in Bayern. Grundlage ist die Bayerische Denkmalliste, die auf Basis des Bayerischen Denkmalschutzgesetzes vom 1. Oktober 1973 erstmals erstellt wurde und seither durch das Bayerische Landesamt für Denkmalpflege geführt wird. Die folgenden Angaben ersetzen nicht die rechtsverbindliche Auskunft der Denkmalschutzbehörde.

## Bodendenkmäler der Gemeinde Riedering

### Bodendenkmäler in der Gemarkung Neukirchen a.Simssee
| Lage                            | Objekt | Akten-Nr.     | Bild |
| ------------------------------- | --- | ------------- | ---- |
| Neukirchen a.Simssee (Standort) | Körpergräber des frühen Mittelalters. | D-1-8139-0009 |      |
| Neukirchen a.Simssee (Standort) | Körpergräber des späten Mittelalters oder der frühen Neuzeit. | D-1-8139-0098 |      |
| Neukirchen a.Simssee (Standort) | Untertägige mittelalterliche und frühneuzeitliche Befunde und Funde im Bereich der katholischen Filial- und Wallfahrtskirche St. Johannes Baptist in Neukirchen a.Simssee und ihrer Vorgängerbauten. | D-1-8139-0124 |      |

### Bodendenkmäler in der Gemarkung Pietzing
| Lage                | Objekt | Akten-Nr.     | Bild |
| ------------------- | --- | ------------- | ---- |
| Pietzing (Standort) | Reihengräberfeld des frühen Mittelalters. | D-1-8139-0010 |      |
| Pietzing (Standort) | Körpergräber des frühen Mittelalters. | D-1-8139-0011 |      |
| Pietzing (Standort) | Untertägige mittelalterliche und frühneuzeitliche Befunde und Funde im Bereich der katholischen Filialkirche St. Stephanus und Laurentius in Pietzenkirchen und ihres Vorgängerbaus. | D-1-8139-0164 |      |

### Bodendenkmäler in der Gemarkung Riedering
| Lage                 | Objekt | Akten-Nr.     | Bild |
| -------------------- | --- | ------------- | ---- |
| Riedering (Standort) | Burgstall des hohen oder späten Mittelalters. | D-1-8139-0013 |      |
| Riedering (Standort) | Untertägige mittelalterliche und frühneuzeitliche Befunde und Funde im Bereich der katholischen Filialkirche St. Andreas und Vitus in Gögging und ihres Vorgängerbaus. | D-1-8139-0103 |      |
| Riedering (Standort) | Untertägige mittelalterliche und frühneuzeitliche Befunde und Funde im Bereich der katholischen Pfarrkirche Mariä Himmelfahrt in Riedering und ihrer Vorgängerbauten.  | D-1-8139-0111 |      |

### Bodendenkmäler in der Gemarkung Söllhuben
| Lage                 | Objekt | Akten-Nr.     | Bild |
| -------------------- | --- | ------------- | ---- |
| Söllhuben (Standort) | Abschnittsbefestigung des frühen und hohen Mittelalters. | D-1-8139-0014 |      |
| Söllhuben (Standort) | Untertägige spätmittelalterliche und frühneuzeitliche Befunde und Funde im Bereich von Schloss Farnach und seiner Vorgängerbauten.                                        | D-1-8139-0136 |      |
| Söllhuben (Standort) | Untertägige mittelalterliche und frühneuzeitliche Befunde und Funde im Bereich der katholischen Pfarrkirche St. Rupert und Martin in Söllhuben und ihrer Vorgängerbauten. | D-1-8139-0148 |      |